# Happy Birthday (이상은 1집)
《Happy Birthday》는 1989년 1월에 발매된 가수 이상은의 정규음반 1집이다. '88년 강변가요제에서 '담다디'로 대상을 수상한 이후 발빠른 어른들의 손에 이끌려 나오게 된 이상은의 첫번째 앨범. 프로듀싱을 강인원이 했고, 마지막 곡 '음악이 끝나고'는 강인원 자신이 부르기도 했던 이상은 자신보다 강인원 색깔이 강한 앨범이다.  모두의 예상과는 달리 슬픈 발라드 곡을 타이틀로 내세웠는데  'Happy Birthday', '사랑해 사랑해'가 많이 알려졌으며, 네번째 수록된 '슬픔없는 이별'은 이상은이 작사에 참여한 곡으로, 몇년 후 가수 이장우에 의해 리메이크되어 불리기도 했다.

## 수록곡
| #  | 제목                        | 작사           | 작곡   | 재생 시간 |
| -- | --------------------------- | -------------- | ------ | --------- |
| 1. | 〈Happy Birthday〉          | 강인원         | 강인원 | 3:54      |
| 2. | 〈사랑을 첨 느낄때부터〉    | 강인원         | 강인원 | 4:23      |
| 3. | 〈아침이 밝아와도〉         | 강인원, 이상은 | 강인원 | 3:32      |
| 4. | 〈슬픔 없는 이별〉          | 안재준, 이상은 | 안재준 | 4:06      |
| 5. | 〈내 인생을 위하여〉        | 이건우         | 강인원 | 3:58      |
| 6. | 〈사랑해 사랑해〉           | 강인원         | 강인원 | 4:46      |
| 7. | 〈글쎄 침묵을 지킬 수밖에〉 | 강인원         | 강인원 | 3:18      |
| 8. | 〈당신은 꼭 무지개 같아〉   | 강인원         | 강인원 | 3:20      |
| 9. | 〈음악이 끝나고〉           | 강인원         | 강인원 | 1:23      |

## CREDITS
- 프로듀서 : 강인원
- 레코딩 엔지니어 : 장정관
- 믹싱 엔지니어 : 장정관
- 레코딩 스튜디오 : 지구스튜디오

- Piano : 한송연/이시우
- Keyboard : 유영선/이시우
- Acoustic Guitar : 강인권/함춘호
- Electric Guitar : 함춘호/유영선
- Drum : 동포/안기승
- Bass : 조동익/유영선
- Percussion : 유영선/강인원
- Chorus : 소리두울/백영준/안재준
- Arranged by : 유영선/강인원
- 기획 : 임용택 (용진기획)
- 프로듀서 : 강인원
- Photo : 문복애
- Design : 이창협
- Recording & Mixing Engineer : 장정관
- Recorded at the Jigu Studio